# Liga Campionilor EHF Feminin 2020-2021 - faza grupelor
Acest articol descrie faza grupelor a Ligii Campionilor EHF Feminin 2020-2021.

### Distribuția în urnele valorice
Repartizarea echipelor în urnele valorice a fost anunțată pe 22 iunie 2020: Din fiecare urnă, câte două echipe au fost extrase în Grupa A și alte două în Grupa B. Echipele din aceeași țară nu au putut fi extrase în aceeași grupă.
| Urna 1                                                        | Urna a 2-a                                                       | Urna a 3-a                                                               | Urna a 4-a                                            |
| ------------------------------------------------------------- | ---------------------------------------------------------------- | ------------------------------------------------------------------------ | ----------------------------------------------------- |
| Győri Audi ETO KC Rostov-Don Metz Handball SCM Râmnicu Vâlcea | ŽRK Budućnost Team Esbjerg Vipers Kristiansand Borussia Dortmund | PGK ȚSKA Moscova FTC-Rail Cargo Hungaria Brest Bretagne HB CSM București | RK Krim RK Podravka Odense Håndbold SG BBM Bietigheim |

## Tragerea la sorți
Tragerea la sorți pentru distribuția în cele două grupe a avut loc pe 1 iulie 2020, în Viena, Austria.

## Format
Partidele s-au desfășurat după sistemul fiecare cu fiecare, cu meciuri pe teren propriu și în deplasare.

## Departajare
În faza grupelor echipele au fost departajate pe bază de punctaj (2 puncte pentru victorie, 1 punct pentru meci egal, 0 puncte pentru înfrângere). La terminarea fazei grupelor, dacă două sau mai multe echipe dintr-o grupă ar fi acumulat același număr de puncte, atunci departajarea lor s-ar fi făcut conform capitolului 4.3, secțiunea 4.3.1.1 din regulament, ținând cont de următoarele criterii și în următoarea ordine:
1. Cel mai mare număr de puncte obținute în meciurile directe;
2. Golaveraj superior în meciurile directe;
3. Cel mai mare număr de goluri înscrise în meciurile directe (sau în meciul din deplasare, în cazul sistemului tur-retur);
4. Golaveraj superior în toate meciurile din grupă;
5. Cel mai bun golaveraj pozitiv în toate meciurile din grupă;

Dacă, folosind criteriile de mai sus, ar fi fost determinat locul uneia din echipele cu punctaj egal, criteriile ar fi fost din nou folosite în aceeași ordine până ar fi fost determinat locul tuturor echipelor. În situația în care echipele ar fi rămas la egalitate și după folosirea criteriilor de mai sus, atunci Federația Europeană de Handbal ar fi luat o decizie de departajare prin tragere la sorți.
În timpul fazei grupelor, doar criteriile 4–5 s-au aplicat pentru a determina clasamentul provizoriu al echipelor.

## Grupele
Meciurile s-au desfășurat pe 12–13 septembrie, 19–20 septembrie, 26–27 septembrie, 10–11 octombrie, 17–18 octombrie, 24–25 octombrie, 7–8 noiembrie, 14–15 noiembrie, 21–22 noiembrie 2020, 9–10 ianuarie, 16–17 ianuarie, 23–24 ianuarie, 6–7 februarie și 13–14 februarie 2021.
Din cauza pandemiei de coronaviroză, autoritățile sanitare au permis sau nu accesul spectatorilor în săli, în funcție de reglementările locale sau naționale.
Pe 10 februarie 2021, în urma deciziei Comitetului Executiv al EHF, s-a anunțat că toate cele 16 echipe vor avansa în fazele eliminatorii. Rezultatele partidelor amânate au fost decise de EHF la „masa verde”.
Calendarul de mai jos respectă Ora Europei Centrale.

### Grupa A
| Loc | Echipa                  | MJ | V  | E | Î  | GM  | GP  | DG  | Pct |
| --- | ----------------------- | -- | -- | - | -- | --- | --- | --- | --- |
| 1   | Rostov-Don              | 14 | 10 | 1 | 3  | 331 | 308 | +23 | 21  |
| 2   | Metz Handball           | 14 | 10 | 0 | 4  | 389 | 354 | +35 | 20  |
| 3   | CSM București           | 14 | 8  | 1 | 5  | 331 | 309 | +22 | 17  |
| 4   | FTC-Rail Cargo Hungaria | 14 | 8  | 0 | 6  | 386 | 378 | +8  | 16  |
| 5   | Vipers Kristiansand     | 14 | 7  | 2 | 5  | 327 | 320 | +7  | 16  |
| 6   | Team Esbjerg            | 14 | 5  | 2 | 7  | 374 | 351 | +23 | 12  |
| 7   | RK Krim                 | 14 | 2  | 3 | 9  | 325 | 375 | −50 | 7   |
| 8   | SG BBM Bietigheim       | 14 | 1  | 1 | 12 | 318 | 386 | −68 | 3   |

| 12 septembrie 2020 18:00 | FTC-Rail Cargo Hungaria | 25 – 26 | Rostov-Don  | Érd Aréna, Érd Asistență: 800 Arbitri: Baďura, Ondogrecula |
| 12 septembrie 2020 18:00 | Klujber 7               | (12–16) | Viahireva 6 | Érd Aréna, Érd Asistență: 800 Arbitri: Baďura, Ondogrecula |
| 12 septembrie 2020 18:00 | 3× 2×                   | Raport  | 4× 1×       | Érd Aréna, Érd Asistență: 800 Arbitri: Baďura, Ondogrecula |

| 12 septembrie 2020 18:00 | RK Krim    | 26 – 27 | Vipers Kristiansand | Dvorana Stožice, Ljubljana Asistență: 0 Arbitri: Hurich, Bolic |
| 12 septembrie 2020 18:00 | Da Silva 8 | (9–14)  | Løke 9              | Dvorana Stožice, Ljubljana Asistență: 0 Arbitri: Hurich, Bolic |
| 12 septembrie 2020 18:00 | 5× 1×      | Raport  | 4× 1×               | Dvorana Stožice, Ljubljana Asistență: 0 Arbitri: Hurich, Bolic |

| 13 septembrie 2020 14:00 | SG BBM Bietigheim | 26 – 33 | Team Esbjerg | Arena Ludwigsburg, Ludwigsburg Asistență: 350 Arbitri: Lindenbaum, Laron |
| 13 septembrie 2020 14:00 | Maidhof 5         | (12–19) | Jacobsen 8   | Arena Ludwigsburg, Ludwigsburg Asistență: 350 Arbitri: Lindenbaum, Laron |
| 13 septembrie 2020 14:00 | 2×                | Raport  | 1× 2×        | Arena Ludwigsburg, Ludwigsburg Asistență: 350 Arbitri: Lindenbaum, Laron |

| 13 septembrie 2020 16:00 | CSM București | 31 – 26 | Metz Handball       | Sala Polivalentă, București Asistență: 0 Arbitri: Jurinović, Mrvica |
| 13 septembrie 2020 16:00 | Neagu 12      | (17–10) | Perederîi, Stanko 4 | Sala Polivalentă, București Asistență: 0 Arbitri: Jurinović, Mrvica |
| 13 septembrie 2020 16:00 | 5× 3×         | Raport  | 3× 2×               | Sala Polivalentă, București Asistență: 0 Arbitri: Jurinović, Mrvica |

| 19 septembrie 2020 16:00 | Rostov-Don   | 23 – 23 | RK Krim    | Palatul Sporturilor, Rostov-pe-Don Asistență: 1.400 Arbitri: Nabokau, Tarasikov |
| 19 septembrie 2020 16:00 | Viahireva 10 | (12–14) | Da Silva 9 | Palatul Sporturilor, Rostov-pe-Don Asistență: 1.400 Arbitri: Nabokau, Tarasikov |
| 19 septembrie 2020 16:00 | 2×           | Raport  | 3× 4×      | Palatul Sporturilor, Rostov-pe-Don Asistență: 1.400 Arbitri: Nabokau, Tarasikov |

| 20 septembrie 2020 14:00 | Team Esbjerg | 29 – 30 | CSM București | Blue Water Dokken, Esbjerg Asistență: 450 Arbitri: Geraets, Geraets |
| 20 septembrie 2020 14:00 | Frey 7       | (15–17) | Neagu 10      | Blue Water Dokken, Esbjerg Asistență: 450 Arbitri: Geraets, Geraets |
| 20 septembrie 2020 14:00 | 2× 1×        | Raport  | 3× 2×         | Blue Water Dokken, Esbjerg Asistență: 450 Arbitri: Geraets, Geraets |

| 20 septembrie 2020 14:00 | Metz Handball | 36 – 27 | SG BBM Bietigheim | Arènes de Metz, Metz Asistență: 2.352 Arbitri: Sá, Sá |
| 20 septembrie 2020 14:00 | Perederîi 11  | (18–8)  | Maidhof 8         | Arènes de Metz, Metz Asistență: 2.352 Arbitri: Sá, Sá |
| 20 septembrie 2020 14:00 | 5× 2×         | Raport  | 2× 1×             | Arènes de Metz, Metz Asistență: 2.352 Arbitri: Sá, Sá |

| 8 februarie 2021 17:30 | Vipers Kristiansand | 26 – 31 | FTC-Rail Cargo Hungaria | Aquarama Kristiansand, Kristiansand Asistență: 0 Arbitri: Pandžić, Mošorinski |
| 8 februarie 2021 17:30 | Reistad 6           | (11–15) | Kovacsics 8             | Aquarama Kristiansand, Kristiansand Asistență: 0 Arbitri: Pandžić, Mošorinski |
| 8 februarie 2021 17:30 | 5× 3×               | Raport  | 2×                      | Aquarama Kristiansand, Kristiansand Asistență: 0 Arbitri: Pandžić, Mošorinski |

| 26 septembrie 2020 18:00 | SG BBM Bietigheim | 29 – 33 | Vipers Kristiansand | Arena Ludwigsburg, Ludwigsburg Asistență: 420 Arbitri: Brunner, Salah |
| 26 septembrie 2020 18:00 | Lauenroth 8       | (14–15) | Mørk 9              | Arena Ludwigsburg, Ludwigsburg Asistență: 420 Arbitri: Brunner, Salah |
| 26 septembrie 2020 18:00 | 1×                | Raport  | 4× 1×               | Arena Ludwigsburg, Ludwigsburg Asistență: 420 Arbitri: Brunner, Salah |

| 19 noiembrie 2020 18:00 | CSM București | 22 – 27 | Rostov-Don  | Sala Polivalentă, București Asistență: 0 Arbitri: Tzaferopoulos, Bethmann |
| 19 noiembrie 2020 18:00 | Neagu 11      | (10–16) | Viahireva 5 | Sala Polivalentă, București Asistență: 0 Arbitri: Tzaferopoulos, Bethmann |
| 19 noiembrie 2020 18:00 | 4× 2× 1×      | Raport  | 3× 2×       | Sala Polivalentă, București Asistență: 0 Arbitri: Tzaferopoulos, Bethmann |

| 20 ianuarie 2021 18:45 | FTC-Rail Cargo Hungaria | 32 – 30 | Metz Handball | Érd Aréna, Érd Asistență: 0 Arbitri: Bolic, Hurich |
| 20 ianuarie 2021 18:45 | Szucsánszki 7           | (18–15) | Nocandy 8     | Érd Aréna, Érd Asistență: 0 Arbitri: Bolic, Hurich |
| 20 ianuarie 2021 18:45 | 7× 3×                   | Raport  | 6× 1×         | Érd Aréna, Érd Asistență: 0 Arbitri: Bolic, Hurich |

| Anulat | RK Krim | 0 – 10 | Team Esbjerg |  |
| Anulat | 0       |        |              |  |
| Anulat |         |        |              |  |

| 10 octombrie 2020 16:00 | Metz Handball | 33 – 27 | RK Krim                      | Arènes de Metz, Metz Asistență: 2.648 Arbitri: Christidi, Papamattheou |
| 10 octombrie 2020 16:00 | Stanko 8      | (19–11) | Pletikosić, Sercien-Ugolin 6 | Arènes de Metz, Metz Asistență: 2.648 Arbitri: Christidi, Papamattheou |
| 10 octombrie 2020 16:00 | 4× 2×         | Raport  | 3×                           | Arènes de Metz, Metz Asistență: 2.648 Arbitri: Christidi, Papamattheou |

| 10 octombrie 2020 18:00 | Vipers Kristiansand | 30 – 25 | CSM București     | Aquarama Kristiansand, Kristiansand Asistență: 200 Arbitri: Līcis, Sondors |
| 10 octombrie 2020 18:00 | Arntzen 6           | (14–12) | Lazović, Pintea 7 | Aquarama Kristiansand, Kristiansand Asistență: 200 Arbitri: Līcis, Sondors |
| 10 octombrie 2020 18:00 | 3× 2×               | Raport  | 7× 3×             | Aquarama Kristiansand, Kristiansand Asistență: 200 Arbitri: Līcis, Sondors |

| 11 octombrie 2020 14:00 | Team Esbjerg     | 21 – 24 | FTC-Rail Cargo Hungaria | Blue Water Dokken, Esbjerg Asistență: 450 Arbitri: Simone, Monitillo |
| 11 octombrie 2020 14:00 | șase jucătoare 3 | (13–9)  | Kovacsics 6             | Blue Water Dokken, Esbjerg Asistență: 450 Arbitri: Simone, Monitillo |
| 11 octombrie 2020 14:00 | 2×               | Raport  | 4× 1×                   | Blue Water Dokken, Esbjerg Asistență: 450 Arbitri: Simone, Monitillo |

| 11 octombrie 2020 16:00 | SG BBM Bietigheim | 31 – 32 | Rostov-Don | Arena Ludwigsburg, Ludwigsburg Asistență: 0 Arbitri: Carmaux, Mursch |
| 11 octombrie 2020 16:00 | Lauenroth 7       | (16–17) | Sen 8      | Arena Ludwigsburg, Ludwigsburg Asistență: 0 Arbitri: Carmaux, Mursch |
| 11 octombrie 2020 16:00 | 5× 1×             | Raport  | 4× 1×      | Arena Ludwigsburg, Ludwigsburg Asistență: 0 Arbitri: Carmaux, Mursch |

| 17 octombrie 2020 16:00 | Rostov-Don              | 30 – 26 | Metz Handball | Palatul Sporturilor, Rostov-pe-Don Asistență: 1.050 Arbitri: Mitrović, Kažanegra |
| 17 octombrie 2020 16:00 | Sen, Viahireva, Zaadi 5 | (16–12) | Nocandy 6     | Palatul Sporturilor, Rostov-pe-Don Asistență: 1.050 Arbitri: Mitrović, Kažanegra |
| 17 octombrie 2020 16:00 | 3× 2×                   | Raport  | 5×            | Palatul Sporturilor, Rostov-pe-Don Asistență: 1.050 Arbitri: Mitrović, Kažanegra |

| 17 octombrie 2020 16:00 | RK Krim          | 28 – 26 | SG BBM Bietigheim | Športna dvorana Kodeljevo, Ljubljana Arbitri: Antić, Jakovljević |
| 17 octombrie 2020 16:00 | Sercien-Ugolin 7 | (12–16) | Naidzinavicius 7  | Športna dvorana Kodeljevo, Ljubljana Arbitri: Antić, Jakovljević |
| 17 octombrie 2020 16:00 | 2×               | Raport  | 3× 2×             | Športna dvorana Kodeljevo, Ljubljana Arbitri: Antić, Jakovljević |

| 18 octombrie 2020 14:00 | Team Esbjerg | 27 – 27 | Vipers Kristiansand   | Blue Water Dokken, Esbjerg Asistență: 450 Arbitri: Doicinov, Gorețov |
| 18 octombrie 2020 14:00 | Tranborg 8   | (12–12) | Sulland, Knedlíková 4 | Blue Water Dokken, Esbjerg Asistență: 450 Arbitri: Doicinov, Gorețov |
| 18 octombrie 2020 14:00 | 3× 1×        | Raport  | 3× 1×                 | Blue Water Dokken, Esbjerg Asistență: 450 Arbitri: Doicinov, Gorețov |

| 18 octombrie 2020 16:00 | CSM București | 25 – 19 | FTC-Rail Cargo Hungaria | Sala Polivalentă, București Asistență: 0 Arbitri: Sá, Sá |
| 18 octombrie 2020 16:00 | Dembélé 9     | (12–10) | Malestein 5             | Sala Polivalentă, București Asistență: 0 Arbitri: Sá, Sá |
| 18 octombrie 2020 16:00 | 3× 1×         | Raport  | 2×                      | Sala Polivalentă, București Asistență: 0 Arbitri: Sá, Sá |

| 24 octombrie 2020 16:00 | FTC-Rail Cargo Hungaria | 32 – 25 | RK Krim    | Érd Aréna, Érd Asistență: 1.000 Arbitri: Vranes, Wenninger |
| 24 octombrie 2020 16:00 | Malestein 10            | (14–14) | Da Silva 5 | Érd Aréna, Érd Asistență: 1.000 Arbitri: Vranes, Wenninger |
| 24 octombrie 2020 16:00 | 5× 1×                   | Raport  | 3× 2×      | Érd Aréna, Érd Asistență: 1.000 Arbitri: Vranes, Wenninger |

| 24 octombrie 2020 18:00 | Metz Handball | 31 – 29 | Team Esbjerg | Arènes de Metz, Metz Asistență: 2.756 Arbitri: Năstase, Stancu |
| 24 octombrie 2020 18:00 | Perederîi 6   | (18–14) | Tranborg 8   | Arènes de Metz, Metz Asistență: 2.756 Arbitri: Năstase, Stancu |
| 24 octombrie 2020 18:00 | 6× 1×         | Raport  | 5× 3×        | Arènes de Metz, Metz Asistență: 2.756 Arbitri: Năstase, Stancu |

| 25 octombrie 2020 16:00 | SG BBM Bietigheim | 22 – 32 | CSM București      | Arena Ludwigsburg, Ludwigsburg Asistență: 0 Arbitri: Christiansen, Hansen |
| 25 octombrie 2020 16:00 | Schulze 6         | (10–14) | Martín, Omoregie 7 | Arena Ludwigsburg, Ludwigsburg Asistență: 0 Arbitri: Christiansen, Hansen |
| 25 octombrie 2020 16:00 | 2× 1×             | Raport  | 5× 1×              | Arena Ludwigsburg, Ludwigsburg Asistență: 0 Arbitri: Christiansen, Hansen |

| Anulat | Rostov-Don | 10 – 0 | Vipers Kristiansand | Palatul Sporturilor, Rostov-pe-Don |
| Anulat | 0          |        |                     | Palatul Sporturilor, Rostov-pe-Don |
| Anulat |            |        |                     | Palatul Sporturilor, Rostov-pe-Don |

| 7 noiembrie 2020 16:00 | FTC-Rail Cargo Hungaria | 24 – 35 | SG BBM Bietigheim    | Érd Aréna, Érd Asistență: 700 Arbitri: Bonaventura, Bonaventura |
| 7 noiembrie 2020 16:00 | Klujber, Kovacsics 7    | (11–14) | Lauenroth, Maidhof 7 | Érd Aréna, Érd Asistență: 700 Arbitri: Bonaventura, Bonaventura |
| 7 noiembrie 2020 16:00 | 2× 1×                   | Raport  | 3× 1×                | Érd Aréna, Érd Asistență: 700 Arbitri: Bonaventura, Bonaventura |

| 7 noiembrie 2020 16:00 | Rostov-Don   | 28 – 24 | Team Esbjerg       | Palatul Sporturilor, Rostov-pe-Don Asistență: 700 Arbitri: Praštalo, Balvan |
| 7 noiembrie 2020 16:00 | Managarova 7 | (15–13) | Røsberg Jacobsen 8 | Palatul Sporturilor, Rostov-pe-Don Asistență: 700 Arbitri: Praštalo, Balvan |
| 7 noiembrie 2020 16:00 | 2×           | Raport  | 1× 2×              | Palatul Sporturilor, Rostov-pe-Don Asistență: 700 Arbitri: Praštalo, Balvan |

| 7 noiembrie 2020 18:00 | RK Krim    | 23 – 25 | CSM București             | Športna dvorana Kodeljevo, Ljubljana Arbitri: Lončar, Lončar |
| 7 noiembrie 2020 18:00 | Da Silva 8 | (11–12) | Cabral Barbosa, Lazović 5 | Športna dvorana Kodeljevo, Ljubljana Arbitri: Lončar, Lončar |
| 7 noiembrie 2020 18:00 | 2× 1×      | Raport  | 4× 2×                     | Športna dvorana Kodeljevo, Ljubljana Arbitri: Lončar, Lončar |

| Anulat | Vipers Kristiansand | 0 – 10 | Metz Handball |  |
| Anulat | 0                   |        |               |  |
| Anulat |                     |        |               |  |

| 14 noiembrie 2020 16:00 | CSM București | 22 – 22 | RK Krim                      | Sala Polivalentă, București Asistență: 0 Arbitri: Mitrović, Kažanegra |
| 14 noiembrie 2020 16:00 | Lazović 8     | (12–0)  | Pletikosić, Sercien-Ugolin 6 | Sala Polivalentă, București Asistență: 0 Arbitri: Mitrović, Kažanegra |
| 14 noiembrie 2020 16:00 | 3×            | Raport  | 2× 1×                        | Sala Polivalentă, București Asistență: 0 Arbitri: Mitrović, Kažanegra |

| 15 noiembrie 2020 14:00 | SG BBM Bietigheim | 25 – 29 | FTC-Rail Cargo Hungaria | Arena Ludwigsburg, Ludwigsburg Asistență: 0 Arbitri: Năstase, Stancu |
| 15 noiembrie 2020 14:00 | Maidhof, Smits 6  | (6–15)  | Klujber 8               | Arena Ludwigsburg, Ludwigsburg Asistență: 0 Arbitri: Năstase, Stancu |
| 15 noiembrie 2020 14:00 | 3× 2×             | Raport  | 6×                      | Arena Ludwigsburg, Ludwigsburg Asistență: 0 Arbitri: Năstase, Stancu |

| 15 noiembrie 2020 14:00 | Team Esbjerg | 24 – 25 | Rostov-Don   | Blue Water Dokken, Esbjerg Asistență: 450 Arbitri: Christidi, Papamattheou |
| 15 noiembrie 2020 14:00 | Breistøl 6   | (12–13) | Managarova 6 | Blue Water Dokken, Esbjerg Asistență: 450 Arbitri: Christidi, Papamattheou |
| 15 noiembrie 2020 14:00 | 4× 2×        | Raport  | 2× 3×        | Blue Water Dokken, Esbjerg Asistență: 450 Arbitri: Christidi, Papamattheou |

| 3 februarie 2021 18:45 | Metz Handball    | 28 – 29 | Vipers Kristiansand | Arènes de Metz, Metz Asistență: 0 Arbitri: Sá, Sá |
| 3 februarie 2021 18:45 | Kanor, N'Gouan 6 | (11–13) | Mørk 8              | Arènes de Metz, Metz Asistență: 0 Arbitri: Sá, Sá |
| 3 februarie 2021 18:45 | 3× 1×            | Raport  | 3× 1×               | Arènes de Metz, Metz Asistență: 0 Arbitri: Sá, Sá |

| 21 noiembrie 2020 16:00 | RK Krim          | 26 – 32 | FTC-Rail Cargo Hungaria | Športna dvorana Kodeljevo, Ljubljana Arbitri: Mandák, Rudinský |
| 21 noiembrie 2020 16:00 | Sercien-Ugolin 6 | (13–13) | Háfra 8                 | Športna dvorana Kodeljevo, Ljubljana Arbitri: Mandák, Rudinský |
| 21 noiembrie 2020 16:00 | 1× 2×            | Raport  | 3× 2×                   | Športna dvorana Kodeljevo, Ljubljana Arbitri: Mandák, Rudinský |

| 22 noiembrie 2020 16:00 | Team Esbjerg | 25 – 28 | Metz Handball       | Blue Water Dokken, Esbjerg Asistență: 450 Arbitri: Ciulei, Stoia |
| 22 noiembrie 2020 16:00 | Tranborg 5   | (16–12) | Burgaard, Nocandy 5 | Blue Water Dokken, Esbjerg Asistență: 450 Arbitri: Ciulei, Stoia |
| 22 noiembrie 2020 16:00 | 3×           | Raport  | 2× 1×               | Blue Water Dokken, Esbjerg Asistență: 450 Arbitri: Ciulei, Stoia |

| 10 februarie 2021 18:45 | Vipers Kristiansand         | 23 – 24 | Rostov-Don  | Aquarama Kristiansand, Kristiansand Asistență: 0 Arbitri: Andorka, Hucker |
| 10 februarie 2021 18:45 | Knedlíková, Mørk, Reistad 4 | (16–15) | Viahireva 5 | Aquarama Kristiansand, Kristiansand Asistență: 0 Arbitri: Andorka, Hucker |
| 10 februarie 2021 18:45 | 3× 1×                       | Raport  | 3×          | Aquarama Kristiansand, Kristiansand Asistență: 0 Arbitri: Andorka, Hucker |

| Anulat | CSM București | 10 – 0 | SG BBM Bietigheim |  |
| Anulat | 0             |        |                   |  |
| Anulat |               |        |                   |  |

| 9 ianuarie 2021 16:00 | FTC-Rail Cargo Hungaria | 31 – 27 | CSM București | Érd Aréna, Érd Asistență: 0 Arbitri: Rojkov, Novikov |
| 9 ianuarie 2021 16:00 | Bölk, Háfra, Klujber 5  | (14–16) | Neagu 9       | Érd Aréna, Érd Asistență: 0 Arbitri: Rojkov, Novikov |
| 9 ianuarie 2021 16:00 | 3×                      | Raport  | 1×            | Érd Aréna, Érd Asistență: 0 Arbitri: Rojkov, Novikov |

| 9 ianuarie 2021 18:00 | Vipers Kristiansand | 28 – 28 | Team Esbjerg             | Aquarama Kristiansand, Kristiansand Asistență: 200 Arbitri: Lidacka, Lesiak |
| 9 ianuarie 2021 18:00 | Mørk 10             | (16–14) | Pena, Røsberg Jacobsen 7 | Aquarama Kristiansand, Kristiansand Asistență: 200 Arbitri: Lidacka, Lesiak |
| 9 ianuarie 2021 18:00 | 4× 1×               | Raport  | 1×                       | Aquarama Kristiansand, Kristiansand Asistență: 200 Arbitri: Lidacka, Lesiak |

| 10 ianuarie 2021 14:00 | SG BBM Bietigheim | 22 – 22 | RK Krim           | Arena Ludwigsburg, Ludwigsburg Asistență: 0 Arbitri: Alpaidze, Berezkina |
| 10 ianuarie 2021 14:00 | Smits 6           | (14–10) | Gomilar Zickero 5 | Arena Ludwigsburg, Ludwigsburg Asistență: 0 Arbitri: Alpaidze, Berezkina |
| 10 ianuarie 2021 14:00 | 5× 1×             | Raport  | 2× 1×             | Arena Ludwigsburg, Ludwigsburg Asistență: 0 Arbitri: Alpaidze, Berezkina |

| 10 ianuarie 2021 16:00 | Metz Handball | 27 – 26 | Rostov-Don  | Arènes de Metz, Metz Asistență: 0 Arbitri: López, Mata |
| 10 ianuarie 2021 16:00 | Kanor 6       | (14–13) | Viahireva 5 | Arènes de Metz, Metz Asistență: 0 Arbitri: López, Mata |
| 10 ianuarie 2021 16:00 | 3×            | Raport  | 3×          | Arènes de Metz, Metz Asistență: 0 Arbitri: López, Mata |

| 16 ianuarie 2021 12:00 | Rostov-Don           | 27 – 21 | SG BBM Bietigheim    | Palatul Sporturilor, Rostov-pe-Don Asistență: 750 Arbitri: Hatipoğlu, Şimşek |
| 16 ianuarie 2021 12:00 | Frolova, Kuznețova 5 | (15–9)  | Berger, Østergaard 4 | Palatul Sporturilor, Rostov-pe-Don Asistență: 750 Arbitri: Hatipoğlu, Şimşek |
| 16 ianuarie 2021 12:00 | 1× 2×                | Raport  | 2×                   | Palatul Sporturilor, Rostov-pe-Don Asistență: 750 Arbitri: Hatipoğlu, Şimşek |

| 16 ianuarie 2021 16:00 | FTC-Rail Cargo Hungaria | 24 – 28 | Team Esbjerg      | Érd Aréna, Érd Asistență: 20 Arbitri: Tzaferopoulos, Bethmann |
| 16 ianuarie 2021 16:00 | Bölk 9                  | (12–13) | Solberg-Isaksen 8 | Érd Aréna, Érd Asistență: 20 Arbitri: Tzaferopoulos, Bethmann |
| 16 ianuarie 2021 16:00 | 4×                      | Raport  | 2×                | Érd Aréna, Érd Asistență: 20 Arbitri: Tzaferopoulos, Bethmann |

| 16 ianuarie 2021 16:00 | CSM București | 22 – 29 | Vipers Kristiansand | Sala Polivalentă, București Asistență: 0 Arbitri: Mošorinski, Pandžić |
| 16 ianuarie 2021 16:00 | Neagu 10      | (9–14)  | Knedlíková, Mørk 5  | Sala Polivalentă, București Asistență: 0 Arbitri: Mošorinski, Pandžić |
| 16 ianuarie 2021 16:00 | 4× 2×         | Raport  | 1× 2×               | Sala Polivalentă, București Asistență: 0 Arbitri: Mošorinski, Pandžić |

| 16 ianuarie 2021 18:00 | RK Krim          | 22 – 26 | Metz Handball | Športna dvorana Kodeljevo, Ljubljana Asistență: 0 Arbitri: Doicinov, Gorețov |
| 16 ianuarie 2021 18:00 | Sercien-Ugolin 5 | (10–14) | Sajka 5       | Športna dvorana Kodeljevo, Ljubljana Asistență: 0 Arbitri: Doicinov, Gorețov |
| 16 ianuarie 2021 18:00 | 4×               | Raport  | 9× 1×         | Športna dvorana Kodeljevo, Ljubljana Asistență: 0 Arbitri: Doicinov, Gorețov |

| 24 ianuarie 2021 16:00 | Metz Handball           | 30 – 29 | FTC-Rail Cargo Hungaria | Arènes de Metz, Metz Asistență: 0 Arbitri: Antić, Jakovljević |
| 24 ianuarie 2021 16:00 | Kanor, N'Gouan, Sajka 5 | (14–17) | Malestein 6             | Arènes de Metz, Metz Asistență: 0 Arbitri: Antić, Jakovljević |
| 24 ianuarie 2021 16:00 | 5× 1×                   | Raport  | 6× 3×                   | Arènes de Metz, Metz Asistență: 0 Arbitri: Antić, Jakovljević |

| 24 ianuarie 2021 16:00 | Team Esbjerg | 33 – 23 | RK Krim          | Blue Water Dokken, Esbjerg Asistență: 0 Arbitri: Năstase, Stancu |
| 24 ianuarie 2021 16:00 | Tranborg 10  | (16–11) | Sercien-Ugolin 6 | Blue Water Dokken, Esbjerg Asistență: 0 Arbitri: Năstase, Stancu |
| 24 ianuarie 2021 16:00 | 5× 1×        | Raport  | 1×               | Blue Water Dokken, Esbjerg Asistență: 0 Arbitri: Năstase, Stancu |

| Anulat | Rostov-Don | 0 – 10 | CSM București |  |
| Anulat | 0          |        |               |  |
| Anulat |            |        |               |  |

| Anulat | Vipers Kristiansand | 10 – 0 | SG BBM Bietigheim |  |
| Anulat | 0                   |        |                   |  |
| Anulat |                     |        |                   |  |

| 6 februarie 2021 16:00 | FTC-Rail Cargo Hungaria | 30 – 28 | Vipers Kristiansand | Érd Aréna, Érd Asistență: 0 Arbitri: Budzák, Záhradník |
| 6 februarie 2021 16:00 | Klujber 7               | (14–11) | Aune 7              | Érd Aréna, Érd Asistență: 0 Arbitri: Budzák, Záhradník |
| 6 februarie 2021 16:00 | 7× 1×                   | Raport  | 3×                  | Érd Aréna, Érd Asistență: 0 Arbitri: Budzák, Záhradník |

| 6 februarie 2021 16:00 | CSM București | 28 – 26 | Team Esbjerg | Sala Polivalentă, București Asistență: 0 Arbitri: Ilieva, Karbeska |
| 6 februarie 2021 16:00 | Neagu 7       | (15–10) | Jacobsen     | Sala Polivalentă, București Asistență: 0 Arbitri: Ilieva, Karbeska |
| 6 februarie 2021 16:00 | 3×            | Raport  | 1× 3×        | Sala Polivalentă, București Asistență: 0 Arbitri: Ilieva, Karbeska |

| 6 februarie 2021 16:00 | RK Krim      | 28 – 27 | Rostov-Don  | Športna dvorana Kodeljevo, Ljubljana Asistență: 0 Arbitri: Mitrović, Kažanegra |
| 6 februarie 2021 16:00 | Pletikosić 9 | (17–15) | Kuznețova 8 | Športna dvorana Kodeljevo, Ljubljana Asistență: 0 Arbitri: Mitrović, Kažanegra |
| 6 februarie 2021 16:00 | 3× 2×        | Raport  | 3×          | Športna dvorana Kodeljevo, Ljubljana Asistență: 0 Arbitri: Mitrović, Kažanegra |

| 7 februarie 2021 16:00 | SG BBM Bietigheim | 25 – 33 | Metz Handball | Arena Ludwigsburg, Ludwigsburg Asistență: 0 Arbitri: Panayides, Andreou |
| 7 februarie 2021 16:00 | Naidzinavicius 10 | (12–16) | Stanko 8      | Arena Ludwigsburg, Ludwigsburg Asistență: 0 Arbitri: Panayides, Andreou |
| 7 februarie 2021 16:00 | 3×                | Raport  | 2×            | Arena Ludwigsburg, Ludwigsburg Asistență: 0 Arbitri: Panayides, Andreou |

| 13 februarie 2021 16:00 | Metz Handball | 25 – 22 | CSM București | Arènes de Metz, Metz Asistență: 0 Arbitri: Vranes, Wenninger |
| 13 februarie 2021 16:00 | Sajka 6       | (16–12) | Neagu 8       | Arènes de Metz, Metz Asistență: 0 Arbitri: Vranes, Wenninger |
| 13 februarie 2021 16:00 | 4×            | Raport  | 6×            | Arènes de Metz, Metz Asistență: 0 Arbitri: Vranes, Wenninger |

| 13 februarie 2021 16:00 | Rostov-Don   | 26 – 24 | FTC-Rail Cargo Hungaria | Palatul Sporturilor, Rostov-pe-Don Asistență: 1.250 Arbitri: Ilieva, Karbeska |
| 13 februarie 2021 16:00 | Managarova 7 | (12–12) | Malestein 8             | Palatul Sporturilor, Rostov-pe-Don Asistență: 1.250 Arbitri: Ilieva, Karbeska |
| 13 februarie 2021 16:00 | 2×           | Raport  | 4× 2×                   | Palatul Sporturilor, Rostov-pe-Don Asistență: 1.250 Arbitri: Ilieva, Karbeska |

| 13 februarie 2021 18:00 | Vipers Kristiansand | 37 – 30 | RK Krim       | Aquarama Kristiansand, Kristiansand Asistență: 0 Arbitri: Praštalo, Balvan |
| 13 februarie 2021 18:00 | Dahl 11             | (16–15) | Pletikosić 11 | Aquarama Kristiansand, Kristiansand Asistență: 0 Arbitri: Praštalo, Balvan |
| 13 februarie 2021 18:00 | 2×                  | Raport  | 2× 1×         | Aquarama Kristiansand, Kristiansand Asistență: 0 Arbitri: Praštalo, Balvan |

| 14 februarie 2021 14:00 | Team Esbjerg | 37 – 29 | SG BBM Bietigheim        | Blue Water Dokken, Esbjerg Asistență: 0 Arbitri: Smailagić, Smailagić |
| 14 februarie 2021 14:00 | Breistøl 7   | (18–14) | Berger, Naidzinavicius 6 | Blue Water Dokken, Esbjerg Asistență: 0 Arbitri: Smailagić, Smailagić |
| 14 februarie 2021 14:00 | 4× 2×        | Raport  | 2× 1×                    | Blue Water Dokken, Esbjerg Asistență: 0 Arbitri: Smailagić, Smailagić |

### Grupa B
| Loc | Echipa                  | MJ | V  | E | Î  | GM  | GP  | DG   | Pct |
| --- | ----------------------- | -- | -- | - | -- | --- | --- | ---- | --- |
| 1   | Győri Audi ETO KC       | 14 | 10 | 4 | 0  | 457 | 353 | +104 | 24  |
| 2   | PGK ȚSKA Moscova        | 14 | 11 | 1 | 2  | 404 | 350 | +54  | 23  |
| 3   | Brest Bretagne Handball | 14 | 6  | 5 | 3  | 384 | 349 | +35  | 17  |
| 4   | Odense Håndbold         | 14 | 6  | 1 | 7  | 384 | 370 | +14  | 13  |
| 5   | ŽRK Budućnost           | 14 | 5  | 2 | 7  | 363 | 377 | −14  | 12  |
| 6   | SCM Râmnicu Vâlcea      | 14 | 5  | 0 | 9  | 263 | 319 | −56  | 10  |
| 7   | Borussia Dortmund       | 14 | 4  | 1 | 9  | 347 | 391 | −44  | 9   |
| 8   | Podravka Vegeta         | 14 | 2  | 0 | 12 | 326 | 419 | −93  | 4   |

| 12 septembrie 2020 16:00 | PGK ȚSKA Moscova | 27 – 27 | Győri Audi ETO KC | Palatul Sporturilor „Dinamo”, Moscova Asistență: 526 Arbitri: Covalciuc, Covalciuc |
| 12 septembrie 2020 16:00 | Mihailicenko 7   | (14–14) | Kristiansen 7     | Palatul Sporturilor „Dinamo”, Moscova Asistență: 526 Arbitri: Covalciuc, Covalciuc |
| 12 septembrie 2020 16:00 | 2×               | Raport  | 4× 3×             | Palatul Sporturilor „Dinamo”, Moscova Asistență: 526 Arbitri: Covalciuc, Covalciuc |

| 12 septembrie 2020 16:00 | Odense Håndbold | 32 – 27 | Borussia Dortmund   | Sydbank Arena, Odense Asistență: 381 Arbitri: Panayides, Andreou |
| 12 septembrie 2020 16:00 | Groot 8         | (13–13) | Gutiérrez Bermejo 8 | Sydbank Arena, Odense Asistență: 381 Arbitri: Panayides, Andreou |
| 12 septembrie 2020 16:00 | 2×              | Raport  | 4× 1×               | Sydbank Arena, Odense Asistență: 381 Arbitri: Panayides, Andreou |

| 12 septembrie 2020 18:00 | Brest Bretagne Handball | 28 – 21 | SCM Râmnicu Vâlcea | Brest Arena, Brest Asistență: 2.895 Arbitri: Freitas, Carvalho |
| 12 septembrie 2020 18:00 | Gros 8                  | (12–12) | López 4            | Brest Arena, Brest Asistență: 2.895 Arbitri: Freitas, Carvalho |
| 12 septembrie 2020 18:00 | 4×                      | Raport  | 4× 2× 1×           | Brest Arena, Brest Asistență: 2.895 Arbitri: Freitas, Carvalho |

| 13 septembrie 2020 16:00 | Podravka Vegeta | 29 – 26 | ŽRK Budućnost | Sala de sport a liceului Fran Galović, Koprivnica Asistență: 100 Arbitri: López, Mata |
| 13 septembrie 2020 16:00 | Turk 6          | (12–17) | Lekić 9       | Sala de sport a liceului Fran Galović, Koprivnica Asistență: 100 Arbitri: López, Mata |
| 13 septembrie 2020 16:00 | 4× 2×           | Raport  | 6× 3×         | Sala de sport a liceului Fran Galović, Koprivnica Asistență: 100 Arbitri: López, Mata |

| 19 septembrie 2020 16:00 | Győri Audi ETO KC | 43 – 28 | Podravka Vegeta | Audi Aréna, Győr Asistență: 1.882 Arbitri: Lidacka, Lesiak |
| 19 septembrie 2020 16:00 | Oftedal 8         | (17–16) | Milosavljević 8 | Audi Aréna, Győr Asistență: 1.882 Arbitri: Lidacka, Lesiak |
| 19 septembrie 2020 16:00 | 5× 2×             | Raport  | 5× 3×           | Audi Aréna, Győr Asistență: 1.882 Arbitri: Lidacka, Lesiak |

| 19 septembrie 2020 16:00 | SCM Râmnicu Vâlcea | 21 – 30 | Odense Håndbold | Sala Sporturilor Traian, Râmnicu Vâlcea Asistență: 0 Arbitri: Iovcev, Iovcev |
| 19 septembrie 2020 16:00 | Fernández 6        | (10–13) | Cohrt 8         | Sala Sporturilor Traian, Râmnicu Vâlcea Asistență: 0 Arbitri: Iovcev, Iovcev |
| 19 septembrie 2020 16:00 | 3× 2×              | Raport  | 4× 2×           | Sala Sporturilor Traian, Râmnicu Vâlcea Asistență: 0 Arbitri: Iovcev, Iovcev |

| 19 septembrie 2020 18:00 | ŽRK Budućnost | 22 – 25 | PGK ȚSKA Moscova                | Centrul Sportiv Morača, Podgorica Asistență: 20 Arbitri: Mitrevski, Todorovski |
| 19 septembrie 2020 18:00 | Maslova 8     | (13–13) | Dmitrieva, Gorșkova, Vedehina 5 | Centrul Sportiv Morača, Podgorica Asistență: 20 Arbitri: Mitrevski, Todorovski |
| 19 septembrie 2020 18:00 | 3×            | Raport  | 2×                              | Centrul Sportiv Morača, Podgorica Asistență: 20 Arbitri: Mitrevski, Todorovski |

| 20 septembrie 2020 16:00 | Borussia Dortmund | 29 – 41 | Brest Bretagne Handball | Sporthalle Wellinghofen, Dortmund Asistență: 300 Arbitri: Bíró, Kiss |
| 20 septembrie 2020 16:00 | Amega 5           | (13–23) | Gros 7                  | Sporthalle Wellinghofen, Dortmund Asistență: 300 Arbitri: Bíró, Kiss |
| 20 septembrie 2020 16:00 | 1×                | Raport  | 2×                      | Sporthalle Wellinghofen, Dortmund Asistență: 300 Arbitri: Bíró, Kiss |

| 26 septembrie 2020 16:00 | PGK ȚSKA Moscova | 30 – 20 | SCM Râmnicu Vâlcea | Complexul Sportiv Universal ȚSKA, Moscova Asistență: 430 Arbitri: Kulik, Nabokau |
| 26 septembrie 2020 16:00 | Mihailicenko 9   | (14–11) | López 4            | Complexul Sportiv Universal ȚSKA, Moscova Asistență: 430 Arbitri: Kulik, Nabokau |
| 26 septembrie 2020 16:00 | 3×               | Raport  | 5×                 | Complexul Sportiv Universal ȚSKA, Moscova Asistență: 430 Arbitri: Kulik, Nabokau |

| 26 septembrie 2020 16:00 | Podravka Vegeta | 25 – 26 | Borussia Dortmund | Sala de sport a liceului Fran Galović, Koprivnica Asistență: 100 Arbitri: Beqiri, Krasniqi |
| 26 septembrie 2020 16:00 | Tsàkalou 7      | (14–15) | Grijseels 7       | Sala de sport a liceului Fran Galović, Koprivnica Asistență: 100 Arbitri: Beqiri, Krasniqi |
| 26 septembrie 2020 16:00 | 5× 3×           | Raport  | 4× 3×             | Sala de sport a liceului Fran Galović, Koprivnica Asistență: 100 Arbitri: Beqiri, Krasniqi |

| 27 septembrie 2020 16:00 | Brest Bretagne Handball | 25 – 25 | Győri Audi ETO KC           | Brest Arena, Brest Asistență: 3.500 Arbitri: Doicinov, Gorețov |
| 27 septembrie 2020 16:00 | Gros 9                  | (12–12) | Hansen, Lukács, Nze Minko 4 | Brest Arena, Brest Asistență: 3.500 Arbitri: Doicinov, Gorețov |
| 27 septembrie 2020 16:00 | 2× 1×                   | Raport  | 3×                          | Brest Arena, Brest Asistență: 3.500 Arbitri: Doicinov, Gorețov |

| 27 septembrie 2020 16:00 | Odense Håndbold | 30 – 21 | ŽRK Budućnost       | Sydbank Arena, Odense Asistență: 387 Arbitri: Braseth, Sundet |
| 27 septembrie 2020 16:00 | Quintino 8      | (12–8)  | Lekić, Mehmedović 6 | Sydbank Arena, Odense Asistență: 387 Arbitri: Braseth, Sundet |
| 27 septembrie 2020 16:00 | 4× 2×           | Raport  | 6× 2× 1×            | Sydbank Arena, Odense Asistență: 387 Arbitri: Braseth, Sundet |

| 10 octombrie 2020 18:00 | ŽRK Budućnost       | 22 – 22 | Brest Bretagne Handball | Centrul Sportiv Morača, Podgorica Asistență: 10 Arbitri: Alpaidze, Berezkina |
| 10 octombrie 2020 18:00 | Pineau, Radičević 6 | (12–12) | Lassource 5             | Centrul Sportiv Morača, Podgorica Asistență: 10 Arbitri: Alpaidze, Berezkina |
| 10 octombrie 2020 18:00 | 3× 2×               | Raport  | 5× 1×                   | Centrul Sportiv Morača, Podgorica Asistență: 10 Arbitri: Alpaidze, Berezkina |

| 11 octombrie 2020 16:00 | Győri Audi ETO KC | 32 – 25 | Odense Håndbold | Audi Aréna, Győr Asistență: 2.631 Arbitri: Năstase, Stancu |
| 11 octombrie 2020 16:00 | Kristiansen 7     | (16–11) | Abbingh 7       | Audi Aréna, Győr Asistență: 2.631 Arbitri: Năstase, Stancu |
| 11 octombrie 2020 16:00 | 2× 1×             | Raport  | 3× 2×           | Audi Aréna, Győr Asistență: 2.631 Arbitri: Năstase, Stancu |

| 11 octombrie 2020 16:00 | Borussia Dortmund | 28 – 29 | PGK ȚSKA Moscova | Sporthalle Wellinghofen, Dortmund Asistență: 300 Arbitri: Smailagić, Smailagić |
| 11 octombrie 2020 16:00 | Grijseels 10      | (15–11) | Ilina 8          | Sporthalle Wellinghofen, Dortmund Asistență: 300 Arbitri: Smailagić, Smailagić |
| 11 octombrie 2020 16:00 | 3× 2×             | Raport  | 1× 2×            | Sporthalle Wellinghofen, Dortmund Asistență: 300 Arbitri: Smailagić, Smailagić |

| Anulat | SCM Râmnicu Vâlcea | 0 – 10 | Podravka Vegeta |  |
| Anulat | 0                  |        |                 |  |
| Anulat |                    |        |                 |  |

| 17 octombrie 2020 18:00 | Győri Audi ETO KC | 38 – 31 | SCM Râmnicu Vâlcea | Audi Aréna, Győr Asistență: 2.257 Arbitri: Novikov, Rojkov |
| 17 octombrie 2020 18:00 | Nze Minko 10      | (15–17) | González 8         | Audi Aréna, Győr Asistență: 2.257 Arbitri: Novikov, Rojkov |
| 17 octombrie 2020 18:00 | 2×                | Raport  | 3× 1×              | Audi Aréna, Győr Asistență: 2.257 Arbitri: Novikov, Rojkov |

| 17 octombrie 2020 18:00 | Borussia Dortmund       | 26 – 28 | ŽRK Budućnost        | Sporthalle Wellinghofen, Dortmund Asistență: 0 Arbitri: Bounouara, Sami |
| 17 octombrie 2020 18:00 | Grijseels, Vollebregt 6 | (15–13) | Mehmedović, Pineau 7 | Sporthalle Wellinghofen, Dortmund Asistență: 0 Arbitri: Bounouara, Sami |
| 17 octombrie 2020 18:00 | 3× 2×                   | Raport  | 1× 2×                | Sporthalle Wellinghofen, Dortmund Asistență: 0 Arbitri: Bounouara, Sami |

| 18 octombrie 2020 16:00 | Brest Bretagne Handball | 28 – 30 | PGK ȚSKA Moscova | Brest Arena, Brest Asistență: 2.874 Arbitri: Tzaferopoulos, Bethmann |
| 18 octombrie 2020 16:00 | Gros, Niakaté 6         | (13–17) | Mihailicenko 7   | Brest Arena, Brest Asistență: 2.874 Arbitri: Tzaferopoulos, Bethmann |
| 18 octombrie 2020 16:00 | 1× 3×                   | Raport  | 6×               | Brest Arena, Brest Asistență: 2.874 Arbitri: Tzaferopoulos, Bethmann |

| 18 octombrie 2020 16:00 | Podravka Vegeta         | 17 – 33 | Odense Håndbold | Sala de sport a liceului Fran Galović, Koprivnica Asistență: 100 Arbitri: Praštalo, Balvan |
| 18 octombrie 2020 16:00 | Carlos, Milosavljević 5 | (12–16) | Elver 5         | Sala de sport a liceului Fran Galović, Koprivnica Asistență: 100 Arbitri: Praštalo, Balvan |
| 18 octombrie 2020 16:00 | 6× 2×                   | Raport  | 4× 1×           | Sala de sport a liceului Fran Galović, Koprivnica Asistență: 100 Arbitri: Praštalo, Balvan |

| 25 octombrie 2020 16:00 | Odense Håndbold         | 24 – 31 | Brest Bretagne Handball | Sydbank Arena, Odense Asistență: 392 Arbitri: Papamattheou, Christidi |
| 25 octombrie 2020 16:00 | Cohrt, Groot, Ikehara 4 | (12–16) | Gros 14                 | Sydbank Arena, Odense Asistență: 392 Arbitri: Papamattheou, Christidi |
| 25 octombrie 2020 16:00 | 3× 4×                   | Raport  | 6× 1×                   | Sydbank Arena, Odense Asistență: 392 Arbitri: Papamattheou, Christidi |

| 29 ianuarie 2021 19:00 | ŽRK Budućnost | 21 – 26 | Győri Audi ETO KC | Centrul Sportiv Morača, Podgorica Asistență: 0 Arbitri: Hatipoğlu, Şimşek |
| 29 ianuarie 2021 19:00 | Radičević 6   | (8–14)  | Nze Minko 6       | Centrul Sportiv Morača, Podgorica Asistență: 0 Arbitri: Hatipoğlu, Şimşek |
| 29 ianuarie 2021 19:00 | 4× 2×         | Raport  | 3× 2×             | Centrul Sportiv Morača, Podgorica Asistență: 0 Arbitri: Hatipoğlu, Şimşek |

| 31 ianuarie 2021 14:00 | PGK ȚSKA Moscova            | 30 – 26 | Podravka Vegeta | Complexul Sportiv Universal ȚSKA, Moscova Asistență: 420 Arbitri: Aghakishi, Aghakishi |
| 31 ianuarie 2021 14:00 | Skorobogatcenko, Vedehina 6 | (18–16) | Milosavljević 7 | Complexul Sportiv Universal ȚSKA, Moscova Asistență: 420 Arbitri: Aghakishi, Aghakishi |
| 31 ianuarie 2021 14:00 | 3× 2×                       | Raport  | 3× 1×           | Complexul Sportiv Universal ȚSKA, Moscova Asistență: 420 Arbitri: Aghakishi, Aghakishi |

| Anulat | SCM Râmnicu Vâlcea | 0 – 10 | Borussia Dortmund |  |
| Anulat | 0                  |        |                   |  |
| Anulat |                    |        |                   |  |

| 6 noiembrie 2020 18:30 | Borussia Dortmund   | 24 – 34 | Győri Audi ETO KC | Audi Aréna, Győr Asistență: 987 Arbitri: Vranes, Wenninger |
| 6 noiembrie 2020 18:30 | Gutiérrez Bermejo 6 | (11–19) | Amorim Taleska 7  | Audi Aréna, Győr Asistență: 987 Arbitri: Vranes, Wenninger |
| 6 noiembrie 2020 18:30 | 4× 1×               | Raport  | 1×                | Audi Aréna, Győr Asistență: 987 Arbitri: Vranes, Wenninger |

| 8 noiembrie 2020 14:00 | PGK ȚSKA Moscova | 27 – 23 | Odense Håndbold | Complexul Sportiv Universal ȚSKA, Moscova Asistență: 420 Arbitri: Antić, Jakovljević |
| 8 noiembrie 2020 14:00 | Vedehina 6       | (14–11) | Groot 6         | Complexul Sportiv Universal ȚSKA, Moscova Asistență: 420 Arbitri: Antić, Jakovljević |
| 8 noiembrie 2020 14:00 | 2× 3×            | Raport  | 3× 1×           | Complexul Sportiv Universal ȚSKA, Moscova Asistență: 420 Arbitri: Antić, Jakovljević |

| 16 noiembrie 2020 18:00 | Brest Bretagne Handball | 32 – 25 | Podravka Vegeta  | Sala de sport a liceului Fran Galović, Koprivnica Asistență: 0 Arbitri: Mitrevski, Todorovski |
| 16 noiembrie 2020 18:00 | Niakaté, Toublanc 6     | (15–12) | Milosavljević 11 | Sala de sport a liceului Fran Galović, Koprivnica Asistență: 0 Arbitri: Mitrevski, Todorovski |
| 16 noiembrie 2020 18:00 | 6× 3×                   | Raport  | 5× 3×            | Sala de sport a liceului Fran Galović, Koprivnica Asistență: 0 Arbitri: Mitrevski, Todorovski |

| 20 ianuarie 2021 17:00 | SCM Râmnicu Vâlcea | 25 – 23 | ŽRK Budućnost       | Sala Sporturilor Traian, Râmnicu Vâlcea Asistență: 0 Arbitri: Covalciuc, Covalciuc |
| 20 ianuarie 2021 17:00 | Minevskaja 6       | (14–10) | Pineau, Radičević 6 | Sala Sporturilor Traian, Râmnicu Vâlcea Asistență: 0 Arbitri: Covalciuc, Covalciuc |
| 20 ianuarie 2021 17:00 | 2×                 | Raport  | 4× 3× 1×            | Sala Sporturilor Traian, Râmnicu Vâlcea Asistență: 0 Arbitri: Covalciuc, Covalciuc |

| 8 noiembrie 2020 14:00 | Győri Audi ETO KC | 38 – 25 | Borussia Dortmund    | Audi Aréna, Győr Asistență: 969 Arbitri: Mošorinski, Pandžić |
| 8 noiembrie 2020 14:00 | Amorim Taleska 6  | (19–11) | Abdulla, Bleckmann 5 | Audi Aréna, Győr Asistență: 969 Arbitri: Mošorinski, Pandžić |
| 8 noiembrie 2020 14:00 | 1× 2×             | Raport  | 2×                   | Audi Aréna, Győr Asistență: 969 Arbitri: Mošorinski, Pandžić |

| 14 noiembrie 2020 16:00 | Podravka Vegeta  | 29 – 33 | Brest Bretagne Handball | Sala de sport a liceului Fran Galović, Koprivnica Asistență: 0 Arbitri: Sá, Sá |
| 14 noiembrie 2020 16:00 | Milosavljević 12 | (14–16) | Gros, Pop-Lazić 8       | Sala de sport a liceului Fran Galović, Koprivnica Asistență: 0 Arbitri: Sá, Sá |
| 14 noiembrie 2020 16:00 | 5× 2× 1×         | Raport  | 2×                      | Sala de sport a liceului Fran Galović, Koprivnica Asistență: 0 Arbitri: Sá, Sá |

| 14 noiembrie 2020 18:00 | ŽRK Budućnost | 29 – 28 | SCM Râmnicu Vâlcea | Centrul Sportiv Morača, Podgorica Asistență: 0 Arbitri: Ilieva, Karbeska |
| 14 noiembrie 2020 18:00 | Lekić 7       | (15–14) | Elghaoui 8         | Centrul Sportiv Morača, Podgorica Asistență: 0 Arbitri: Ilieva, Karbeska |
| 14 noiembrie 2020 18:00 | 6× 2×         | Raport  | 1× 3×              | Centrul Sportiv Morača, Podgorica Asistență: 0 Arbitri: Ilieva, Karbeska |

| 15 noiembrie 2020 16:00 | Odense Håndbold | 26 – 25 | PGK ȚSKA Moscova | Odense Sports Park, Odense Asistență: 396 Arbitri: Ciulei, Stoia |
| 15 noiembrie 2020 16:00 | Abbingh 9       | (12–11) | Ilina 6          | Odense Sports Park, Odense Asistență: 396 Arbitri: Ciulei, Stoia |
| 15 noiembrie 2020 16:00 | 3×              | Raport  | 3× 4×            | Odense Sports Park, Odense Asistență: 396 Arbitri: Ciulei, Stoia |

| 21 noiembrie 2020 18:00 | Győri Audi ETO KC | 34 – 29 | ŽRK Budućnost | Audi Aréna, Győr Asistență: 0 Arbitri: Antić, Jakovljević |
| 21 noiembrie 2020 18:00 | Oftedal 10        | (18–16) | Lekić 11      | Audi Aréna, Győr Asistență: 0 Arbitri: Antić, Jakovljević |
| 21 noiembrie 2020 18:00 | 1× 2×             | Raport  | 4× 1×         | Audi Aréna, Győr Asistență: 0 Arbitri: Antić, Jakovljević |

| 22 noiembrie 2020 16:00 | Brest Bretagne Handball | 32 – 21 | Odense Håndbold | Brest Arena, Brest Asistență: 0 Arbitri: Mata, López |
| 22 noiembrie 2020 16:00 | Gros, Niakaté 6         | (15–13) | Elver 5         | Brest Arena, Brest Asistență: 0 Arbitri: Mata, López |
| 22 noiembrie 2020 16:00 | 2× 1×                   | Raport  | 2× 1×           | Brest Arena, Brest Asistență: 0 Arbitri: Mata, López |

| 1 februarie 2021 19:00 | Podravka Vegeta | 20 – 36 | PGK ȚSKA Moscova | Sala de sport a liceului Fran Galović, Koprivnica Asistență: 230 Arbitri: Aghakishi, Aghakishi |
| 1 februarie 2021 19:00 | Tsàkalou 7      | (10–16) | Dmitrieva 6      | Sala de sport a liceului Fran Galović, Koprivnica Asistență: 230 Arbitri: Aghakishi, Aghakishi |
| 1 februarie 2021 19:00 | 3× 1×           | Raport  | 2× 1×            | Sala de sport a liceului Fran Galović, Koprivnica Asistență: 230 Arbitri: Aghakishi, Aghakishi |

| Anulat | Borussia Dortmund | 10 – 0 | SCM Râmnicu Vâlcea |  |
| Anulat | 0                 |        |                    |  |
| Anulat |                   |        |                    |  |

| 9 ianuarie 2021 16:00 | PGK ȚSKA Moscova | 25 – 24 | Brest Bretagne Handball | Complexul Sportiv Universal ȚSKA, Moscova Arbitri: Mitrović, Kazanegra |
| 9 ianuarie 2021 16:00 | Ilina 7          | (12–12) | Jauković 6              | Complexul Sportiv Universal ȚSKA, Moscova Arbitri: Mitrović, Kazanegra |
| 9 ianuarie 2021 16:00 | 3× 1×            | Raport  | 1×                      | Complexul Sportiv Universal ȚSKA, Moscova Arbitri: Mitrović, Kazanegra |

| 9 ianuarie 2021 16:00 | Odense Håndbold | 35 – 20 | Podravka Vegeta | Odense Sports Park, Odense Asistență: 1 Arbitri: Smailagić, Smailagić |
| 9 ianuarie 2021 16:00 | Rej 9           | (18–10) | Milosavljević 5 | Odense Sports Park, Odense Asistență: 1 Arbitri: Smailagić, Smailagić |
| 9 ianuarie 2021 16:00 | 2×              | Raport  | 4× 1×           | Odense Sports Park, Odense Asistență: 1 Arbitri: Smailagić, Smailagić |

| 9 ianuarie 2021 18:00 | ŽRK Budućnost | 31 – 27 | Borussia Dortmund | Centrul Sportiv Morača, Podgorica Asistență: 0 Arbitri: Praštalo, Balvan |
| 9 ianuarie 2021 18:00 | Radičević 10  | (15–15) | Grijseels 6       | Centrul Sportiv Morača, Podgorica Asistență: 0 Arbitri: Praštalo, Balvan |
| 9 ianuarie 2021 18:00 | 4× 2×         | Raport  | 2× 1×             | Centrul Sportiv Morača, Podgorica Asistență: 0 Arbitri: Praštalo, Balvan |

| 10 ianuarie 2021 18:00 | SCM Râmnicu Vâlcea | 20 – 37 | Győri Audi ETO KC | Sala Sporturilor Traian, Râmnicu Vâlcea Asistență: 0 Arbitri: Antić, Jakovljević |
| 10 ianuarie 2021 18:00 | Minevskaja 4       | (12–19) | Kristiansen 9     | Sala Sporturilor Traian, Râmnicu Vâlcea Asistență: 0 Arbitri: Antić, Jakovljević |
| 10 ianuarie 2021 18:00 | 2×                 | Raport  | 2×                | Sala Sporturilor Traian, Râmnicu Vâlcea Asistență: 0 Arbitri: Antić, Jakovljević |

| 16 ianuarie 2021 16:00 | PGK ȚSKA Moscova | 35 – 28 | Borussia Dortmund | Complexul Sportiv Universal ȚSKA, Moscova Arbitri: Sîrbu, Serdiuc |
| 16 ianuarie 2021 16:00 | Ilina 9          | (19–12) | Stockschläder 5   | Complexul Sportiv Universal ȚSKA, Moscova Arbitri: Sîrbu, Serdiuc |
| 16 ianuarie 2021 16:00 | 3× 1×            | Raport  | 2× 1×             | Complexul Sportiv Universal ȚSKA, Moscova Arbitri: Sîrbu, Serdiuc |

| 17 ianuarie 2021 16:00 | Brest Bretagne Handball | 28 – 28 | ŽRK Budućnost      | Brest Arena, Brest Asistență: 0 Arbitri: Christidi, Papamattheou |
| 17 ianuarie 2021 16:00 | Gros, Coatanea 5        | (11–18) | Radičević, Grbić 6 | Brest Arena, Brest Asistență: 0 Arbitri: Christidi, Papamattheou |
| 17 ianuarie 2021 16:00 | 2×                      | Raport  | 3× 1×              | Brest Arena, Brest Asistență: 0 Arbitri: Christidi, Papamattheou |

| 17 ianuarie 2021 16:00 | Odense Håndbold | 32 – 32 | Győri Audi ETO KC | Odense Sports Park, Odense Asistență: 0 Arbitri: Sá, Sá |
| 17 ianuarie 2021 16:00 | Abbingh 11      | (18–17) | Amorim Taleska 7  | Odense Sports Park, Odense Asistență: 0 Arbitri: Sá, Sá |
| 17 ianuarie 2021 16:00 | 2×              | Raport  | 2× 1×             | Odense Sports Park, Odense Asistență: 0 Arbitri: Sá, Sá |

| 17 ianuarie 2021 16:00 | Podravka Vegeta | 25 – 27 | SCM Râmnicu Vâlcea | Sala de sport a liceului Fran Galović, Koprivnica Asistență: 0 Arbitri: Vranes, Wenninger |
| 17 ianuarie 2021 16:00 | Milosavljević 9 | (13–15) | Minevskaja 7       | Sala de sport a liceului Fran Galović, Koprivnica Asistență: 0 Arbitri: Vranes, Wenninger |
| 17 ianuarie 2021 16:00 | 6× 1×           | Raport  | 4× 1×              | Sala de sport a liceului Fran Galović, Koprivnica Asistență: 0 Arbitri: Vranes, Wenninger |

| 23 ianuarie 2021 18:00 | Győri Audi ETO KC             | 27 – 27 | Brest Bretagne Handball | Audi Aréna, Győr Asistență: 0 Arbitri: Vranes, Wenninger |
| 23 ianuarie 2021 18:00 | Amorim Taleska, Kristiansen 7 | (15–15) | Gros, Lassource 5       | Audi Aréna, Győr Asistență: 0 Arbitri: Vranes, Wenninger |
| 23 ianuarie 2021 18:00 | 4×                            | Raport  | 5× 1×                   | Audi Aréna, Győr Asistență: 0 Arbitri: Vranes, Wenninger |

| 23 ianuarie 2021 18:00 | ŽRK Budućnost | 27 – 24 | Odense Håndbold | Centrul Sportiv Morača, Podgorica Arbitri: Andorka, Hucker |
| 23 ianuarie 2021 18:00 | Radičević 9   | (13–10) | Abbingh 10      | Centrul Sportiv Morača, Podgorica Arbitri: Andorka, Hucker |
| 23 ianuarie 2021 18:00 | 5× 4×         | Raport  | 2× 3×           | Centrul Sportiv Morača, Podgorica Arbitri: Andorka, Hucker |

| 24 ianuarie 2021 14:00 | Borussia Dortmund        | 32 – 31 | Podravka Vegeta | Sporthalle Wellinghofen, Dortmund Asistență: 0 Arbitri: Alpaidze, Berezkina |
| 24 ianuarie 2021 14:00 | Smits, Van der Heijden 8 | (13–12) | Tsàkalou 7      | Sporthalle Wellinghofen, Dortmund Asistență: 0 Arbitri: Alpaidze, Berezkina |
| 24 ianuarie 2021 14:00 | 5× 1×                    | Raport  | 4× 1×           | Sporthalle Wellinghofen, Dortmund Asistență: 0 Arbitri: Alpaidze, Berezkina |

| 24 ianuarie 2021 16:00 | SCM Râmnicu Vâlcea | 24 – 34 | PGK ȚSKA Moscova | Sala Sporturilor Traian, Râmnicu Vâlcea Asistență: 0 Arbitri: Doicinov, Gorețov |
| 24 ianuarie 2021 16:00 | Elghaoui 7         | (9–17)  | Sudakova 7       | Sala Sporturilor Traian, Râmnicu Vâlcea Asistență: 0 Arbitri: Doicinov, Gorețov |
| 24 ianuarie 2021 16:00 | 1× 2×              | Raport  | 5× 2×            | Sala Sporturilor Traian, Râmnicu Vâlcea Asistență: 0 Arbitri: Doicinov, Gorețov |

| 6 februarie 2021 16:00 | Brest Bretagne Handball | 33 – 33 | Borussia Dortmund | Brest Arena, Brest Asistență: 0 Arbitri: Geraets, Geraets |
| 6 februarie 2021 16:00 | Gulldén 8               | (17–20) | Smits 11          | Brest Arena, Brest Asistență: 0 Arbitri: Geraets, Geraets |
| 6 februarie 2021 16:00 | 2×                      | Raport  | 1×                | Brest Arena, Brest Asistență: 0 Arbitri: Geraets, Geraets |

| 6 februarie 2021 18:00 | Podravka Vegeta | 15 – 33 | Győri Audi ETO KC        | Sala de sport a liceului Fran Galović, Koprivnica Asistență: 0 Arbitri: Christidi, Papamattheou |
| 6 februarie 2021 18:00 | Tsàkalou 7      | (8–13)  | Kristiansen, Nze Minko 6 | Sala de sport a liceului Fran Galović, Koprivnica Asistență: 0 Arbitri: Christidi, Papamattheou |
| 6 februarie 2021 18:00 | 4× 1×           | Raport  | 2× 1×                    | Sala de sport a liceului Fran Galović, Koprivnica Asistență: 0 Arbitri: Christidi, Papamattheou |

| 7 februarie 2021 16:00 | PGK ȚSKA Moscova | 27 – 23 | ŽRK Budućnost           | Complexul Sportiv Universal ȚSKA, Moscova Arbitri: Kulik, Nabokau |
| 7 februarie 2021 16:00 | Vedehina 5       | (12–10) | Mehmedović, Radičević 5 | Complexul Sportiv Universal ȚSKA, Moscova Arbitri: Kulik, Nabokau |
| 7 februarie 2021 16:00 | 2×               | Raport  | 4× 3×                   | Complexul Sportiv Universal ȚSKA, Moscova Arbitri: Kulik, Nabokau |

| 7 februarie 2021 16:00 | Odense Håndbold | 25 – 26 | SCM Râmnicu Vâlcea | Odense Sports Park, Odense Asistență: 1 Arbitri: Barysas, Petrušis |
| 7 februarie 2021 16:00 | Højlund 6       | (10–13) | Minevskaja 6       | Odense Sports Park, Odense Asistență: 1 Arbitri: Barysas, Petrušis |
| 7 februarie 2021 16:00 | 6× 2×           | Raport  | 5× 1×              | Odense Sports Park, Odense Asistență: 1 Arbitri: Barysas, Petrušis |

| 13 februarie 2021 18:00 | Győri Audi ETO KC | 31 – 24 | PGK ȚSKA Moscova  | Audi Aréna, Győr Arbitri: Ciulei, Stoia |
| 13 februarie 2021 18:00 | Lukács 7          | (14–13) | Ilina, Vedehina 4 | Audi Aréna, Győr Arbitri: Ciulei, Stoia |
| 13 februarie 2021 18:00 | 1×                | Raport  | 4× 3×             | Audi Aréna, Győr Arbitri: Ciulei, Stoia |

| 13 februarie 2021 18:00 | ŽRK Budućnost | 33 – 26 | Podravka Vegeta | Centrul Sportiv Morača, Podgorica Asistență: 0 Arbitri: Doicinov, Gorețov |
| 13 februarie 2021 18:00 | Radičević 8   | (13–11) | Tsàkalou 8      | Centrul Sportiv Morača, Podgorica Asistență: 0 Arbitri: Doicinov, Gorețov |
| 13 februarie 2021 18:00 | 4× 1×         | Raport  | 3×              | Centrul Sportiv Morača, Podgorica Asistență: 0 Arbitri: Doicinov, Gorețov |

| 14 februarie 2021 16:00 | Borussia Dortmund | 32 – 24 | Odense Håndbold | Sporthalle Wellinghofen, Dortmund Asistență: 0 Arbitri: Bolić, Hurich |
| 14 februarie 2021 16:00 | Smits 7           | (17–12) | Abbingh 8       | Sporthalle Wellinghofen, Dortmund Asistență: 0 Arbitri: Bolić, Hurich |
| 14 februarie 2021 16:00 | 2× 1×             | Raport  | 4× 1×           | Sporthalle Wellinghofen, Dortmund Asistență: 0 Arbitri: Bolić, Hurich |

| Anulat | SCM Râmnicu Vâlcea | 10 – 0 | Brest Bretagne Handball |  |
| Anulat | 0                  |        |                         |  |
| Anulat |                    |        |                         |  |